# Савчинское
Савчинское (укр. Савчинське) — село, относится к Захарьевскому району Одесской области Украины.
Население по переписи 2001 года составляло 194 человека. Почтовый индекс — 66744. Телефонный код — 4860. Занимает площадь 0,84 км². Код КОАТУУ — 5125280911.

## Местный совет
66744, Одесская обл., Захарьевский р-н, с. Войничево